# Ádám Szalai
Ádám Csaba Szalai (Budapest, 9 dicembre 1987) è un ex calciatore ungherese, di ruolo attaccante.

## Carriera

### Club
Muove i primi passi nel mondo del calcio con l'Honvéd restando fino al 2003, anno del suo passaggio all'Ujpest entrambi gloriose società ungheresi, dopo una stagione si trasferisce in Germania entrando nel settore giovanile dello Stoccarda. Dopo aver militato nelle seconde squadre dello Stoccarda e nel Real Madrid Castilla, nel gennaio 2010 si trasferisce in prestito al Magonza, dal quale viene poi riscattato al termine della stagione. Segna il suo primo gol in Bundesliga il 10 aprile 2010, nella vittoria casalinga per 1-0 contro il Borussia Dortmund. Nella stagione 2012-2013 segna 13 gol in 29 presenze di campionato e il 27 giugno 2013 il giocatore passa allo Schalke 04 per 8,5 milioni di euro, firmando un contratto quadriennale.
Il 4 luglio 2014, dopo una sola stagione allo Schalke 04, viene acquistato dall'Hoffenheim, con cui firma un contratto quadriennale. Il 4 gennaio 2016 passa in prestito con diritto di riscatto all'Hannover 96. Con l'obiettivo di sollevare l'attacco per salvare la squadra, al termine della stagione non riesce ad evitare la retrocessione del club deludendo le aspettative con 12 presenze e nessuna rete segnata, facendo ritorno all'Hoffenheim.
Svincolatosi dall'Hoffenheim, il 27 agosto 2019 fa ritorno al Magonza a parametro zero.
Il 16 febbraio 2022 rescinde il proprio contratto con il club tedesco e contestualmente si accasa al Basilea, in cui milita fino al gennaio 2023, quando si svincola.
Trentacinquenne, il 20 giugno 2023 annuncia il ritiro dall'attività agonistica.

### Nazionale
Esordisce con la maglia della nazionale ungherese l'11 febbraio 2009, subentrando al posto di Zoltán Szélesi all'84' minuto dell'amichevole persa per 1-0 contro l'Israele. Convocato per gli Europei 2016 in Francia, il 14 giugno 2016, dopo un anno di digiuno, segna il gol del momentaneo 1-0 all'Austria nella vittoria per 2-0 nell'esordio agli Europei 2016.
Partecipa alla UEFA Nations League 2018-2019, al termine della quale risulta il terzo miglior marcatore con 4 reti, a pari merito con il georgiano Giorgi Chakvetadze, il kosovaro Arbër Zeneli ed il belga Romelu Lukaku.
Il 4 giugno 2022, in occasione del successo per 1-0 contro l'Inghilterra in UEFA Nations League, eguaglia Sándor Mátrai ed entra nella lista dei dieci giocatori più presenti nella storia della nazionale magiara. Sempre in Nations League, il successivo 23 settembre realizza su colpo di tacco il gol-partita nella vittoria esterna contro la Germania. Tre giorni dopo disputa la sua ultima gara in nazionale nella sconfitta casalinga per 0-2 contro l'Italia.
Dopo essersi ritirato, entra a fare parte dello staff della Nazionale Ungherese.

## Statistiche

### Presenze e reti nei club
Statistiche aggiornate al 23 giugno 2021.
| Stagione                    | Club                        | Campionato                  | Campionato | Campionato | Coppe nazionali | Coppe nazionali | Coppe nazionali | Coppe continentali | Coppe continentali | Coppe continentali | Altre coppe | Altre coppe | Altre coppe | Totale | Totale |
| Stagione                    | Club                        | Comp                        | Pres       | Reti       | Comp            | Pres            | Reti            | Comp               | Pres               | Reti               | Comp        | Pres        | Reti        | Pres   | Reti   |
| --------------------------- | --------------------------- | --------------------------- | ---------- | ---------- | --------------- | --------------- | --------------- | ------------------ | ------------------ | ------------------ | ----------- | ----------- | ----------- | ------ | ------ |
| 2006-2007                   | Stoccarda II                | 3L                          | 33         | 5          | -               | -               | -               | -                  | -                  | -                  | -           | -           | -           | 33     | 5      |
| 2007-2008                   | Real Madrid Castilla        | SDB                         | 21         | 4          | -               | -               | -               | -                  | -                  | -                  | -           | -           | -           | 21     | 4      |
| 2008–2009                   | Real Madrid Castilla        | SDB                         | 37         | 16         | -               | -               | -               | -                  | -                  | -                  | -           | -           | -           | 37     | 16     |
| 2009-gen. 2010              | Real Madrid Castilla        | SDB                         | 13         | 3          | -               | -               | -               | -                  | -                  | -                  | -           | -           | -           | 13     | 3      |
| Totale Real Madrid Castilla | Totale Real Madrid Castilla | Totale Real Madrid Castilla | 71         | 23         |                 | -               | -               |                    | -                  | -                  |             | -           | -           | 71     | 23     |
| gen.-giu. 2010              | Magonza                     | BL                          | 15         | 1          | CG              | -               | -               | -                  | -                  | -                  | -           | -           | -           | 15     | 1      |
| 2010-2011                   | Magonza                     | BL                          | 20         | 4          | CG              | 2               | 1               | -                  | -                  | -                  | -           | -           | -           | 22     | 5      |
| 2011-2012                   | Magonza                     | BL                          | 15         | 3          | CG              | -               | -               | -                  | -                  | -                  | -           | -           | -           | 15     | 3      |
| 2012-2013                   | Magonza                     | BL                          | 29         | 13         | CG              | 4               | 2               | -                  | -                  | -                  | -           | -           | -           | 33     | 15     |
| 2013-2014                   | Schalke 04                  | BL                          | 28         | 7          | CG              | 3               | 0               | UCL                | 2+7                | 2+0                | -           | -           | -           | 40     | 9      |
| 2014-2015                   | Hoffenheim                  | BL                          | 26         | 4          | CG              | 1               | 1               | -                  | -                  | -                  | -           | -           | -           | 27     | 5      |
| 2015-gen. 2016              | Hoffenheim                  | BL                          | 4          | 0          | CG              | 1               | 0               | -                  | -                  | -                  | -           | -           | -           | 5      | 0      |
| gen.-giu. 2016              | Hannover 96                 | BL                          | 12         | 0          | CG              | 0               | 0               | -                  | -                  | -                  | -           | -           | -           | 12     | 0      |
| 2016-2017                   | Hoffenheim                  | BL                          | 22         | 8          | CG              | 1               | 0               | -                  | -                  | -                  | -           | -           | -           | 23     | 8      |
| 2017-2018                   | Hoffenheim                  | BL                          | 18         | 5          | CG              | -               | -               | UCL+UEL            | 1+1                | 0                  | -           | -           | -           | 20     | 5      |
| 2018-2019                   | Hoffenheim                  | BL                          | 30         | 6          | CG              | 2               | 0               | UCL                | 5                  | 0                  | -           | -           | -           | 37     | 6      |
| ago. 2019                   | Hoffenheim                  | BL                          | 0          | 0          | CG              | 1               | 1               | -                  | -                  | -                  | -           | -           | -           | 1      | 1      |
| Totale Hoffenheim           | Totale Hoffenheim           | Totale Hoffenheim           | 100        | 23         |                 | 6               | 2               |                    | 7                  | 0                  |             | -           | -           | 113    | 25     |
| 2019-2020                   | Magonza                     | BL                          | 27         | 1          | CG              | 0               | 0               | -                  | -                  | -                  | -           | -           | -           | 27     | 1      |
| 2020-2021                   | Magonza                     | BL                          | 18         | 1          | CG              | 2               | 1               | -                  | -                  | -                  | -           | -           | -           | 20     | 2      |
| 2021-gen.2022               | Magonza                     | BL                          | 12         | 1          | CG              | 2               | 0               | -                  | -                  | -                  | -           | -           | -           | 14     | 1      |
| Totale Magonza              | Totale Magonza              | Totale Magonza              | 136        | 24         |                 | 10              | 4               |                    | -                  | -                  |             | -           | -           | 146    | 28     |
| gen.-giu. 2022              | Basilea                     | SL                          | 10         | 4          | CS              | 0               | 0               | UECL               | -                  | -                  | -           | -           | -           | 10     | 4      |
| Totale carriera             | Totale carriera             | Totale carriera             | 390        | 86         |                 | 18              | 5               |                    | 16                 | 2                  |             | -           | -           | 414    | 93     |

### Cronologia presenze e reti in nazionale
| Cronologia completa delle presenze e delle reti in nazionale ― Ungheria | Cronologia completa delle presenze e delle reti in nazionale ― Ungheria | Cronologia completa delle presenze e delle reti in nazionale ― Ungheria | Cronologia completa delle presenze e delle reti in nazionale ― Ungheria | Cronologia completa delle presenze e delle reti in nazionale ― Ungheria | Cronologia completa delle presenze e delle reti in nazionale ― Ungheria | Cronologia completa delle presenze e delle reti in nazionale ― Ungheria | Cronologia completa delle presenze e delle reti in nazionale ― Ungheria |
| Data                                                                    | Città                                                                   | In casa                                                                 | Risultato                                                               | Ospiti                                                                  | Competizione                                                            | Reti                                                                    | Note                                                                    |
| ----------------------------------------------------------------------- | ----------------------------------------------------------------------- | ----------------------------------------------------------------------- | ----------------------------------------------------------------------- | ----------------------------------------------------------------------- | ----------------------------------------------------------------------- | ----------------------------------------------------------------------- | ----------------------------------------------------------------------- |
| 11-2-2009                                                               | Tel Aviv                                                                | Israele                                                                 | 1 – 0                                                                   | Ungheria                                                                | Amichevole                                                              | -                                                                       | 84’                                                                     |
| 3-3-2010                                                                | Győr                                                                    | Ungheria                                                                | 1 – 1                                                                   | Russia                                                                  | Amichevole                                                              | -                                                                       | 79’                                                                     |
| 7-9-2010                                                                | Budapest                                                                | Ungheria                                                                | 2 – 1                                                                   | Moldavia                                                                | Qual. Euro 2012                                                         | -                                                                       | 46’                                                                     |
| 8-10-2010                                                               | Budapest                                                                | Ungheria                                                                | 8 – 0                                                                   | San Marino                                                              | Qual. Euro 2012                                                         | 3                                                                       | 64’                                                                     |
| 12-10-2010                                                              | Helsinki                                                                | Finlandia                                                               | 1 – 2                                                                   | Ungheria                                                                | Qual. Euro 2012                                                         | 1                                                                       |                                                                         |
| 17-11-2010                                                              | Székesfehérvár                                                          | Ungheria                                                                | 2 – 0                                                                   | Lituania                                                                | Amichevole                                                              | -                                                                       |                                                                         |
| 29-2-2012                                                               | Győr                                                                    | Ungheria                                                                | 1 – 1                                                                   | Bulgaria                                                                | Amichevole                                                              | 1                                                                       | 43’ 63’                                                                 |
| 1-6-2012                                                                | Praga                                                                   | Rep. Ceca                                                               | 1 – 2                                                                   | Ungheria                                                                | Amichevole                                                              | -                                                                       | 90’                                                                     |
| 4-6-2012                                                                | Budapest                                                                | Ungheria                                                                | 0 – 0                                                                   | Irlanda                                                                 | Amichevole                                                              | -                                                                       | 78’                                                                     |
| 15-8-2012                                                               | Budapest                                                                | Ungheria                                                                | 1 – 1                                                                   | Israele                                                                 | Amichevole                                                              | -                                                                       | 86’                                                                     |
| 7-9-2012                                                                | Andorra la Vella                                                        | Andorra                                                                 | 0 – 5                                                                   | Ungheria                                                                | Qual. Mondiali 2014                                                     | 1                                                                       | 82’                                                                     |
| 12-10-2012                                                              | Tallinn                                                                 | Estonia                                                                 | 0 – 1                                                                   | Ungheria                                                                | Qual. Mondiali 2014                                                     | -                                                                       | 37’                                                                     |
| 16-10-2012                                                              | Budapest                                                                | Ungheria                                                                | 3 – 1                                                                   | Turchia                                                                 | Qual. Mondiali 2014                                                     | 1                                                                       |                                                                         |
| 14-11-2012                                                              | Budapest                                                                | Ungheria                                                                | 0 – 2                                                                   | Norvegia                                                                | Amichevole                                                              | -                                                                       | 51’ 69’                                                                 |
| 22-3-2013                                                               | Budapest                                                                | Ungheria                                                                | 2 – 2                                                                   | Romania                                                                 | Qual. Mondiali 2014                                                     | -                                                                       |                                                                         |
| 26-3-2013                                                               | Istanbul                                                                | Turchia                                                                 | 1 – 1                                                                   | Ungheria                                                                | Qual. Mondiali 2014                                                     | -                                                                       |                                                                         |
| 14-8-2013                                                               | Budapest                                                                | Ungheria                                                                | 1 – 1                                                                   | Rep. Ceca                                                               | Amichevole                                                              | -                                                                       | 89’                                                                     |
| 6-9-2013                                                                | Bucarest                                                                | Romania                                                                 | 3 – 0                                                                   | Ungheria                                                                | Qual. Mondiali 2014                                                     | -                                                                       |                                                                         |
| 15-10-2013                                                              | Budapest                                                                | Ungheria                                                                | 2 – 0                                                                   | Andorra                                                                 | Qual. Mondiali 2014                                                     | -                                                                       | 75’                                                                     |
| 11-10-2014                                                              | Bucarest                                                                | Romania                                                                 | 1 – 1                                                                   | Ungheria                                                                | Qual. Euro 2016                                                         | -                                                                       |                                                                         |
| 14-10-2014                                                              | Tórshavn                                                                | Fær Øer                                                                 | 0 – 1                                                                   | Ungheria                                                                | Qual. Euro 2016                                                         | 1                                                                       | 84’                                                                     |
| 14-11-2014                                                              | Budapest                                                                | Ungheria                                                                | 1 – 0                                                                   | Finlandia                                                               | Qual. Euro 2016                                                         | -                                                                       | 63’                                                                     |
| 18-11-2014                                                              | Budapest                                                                | Ungheria                                                                | 1 – 2                                                                   | Russia                                                                  | Amichevole                                                              | -                                                                       | 46’                                                                     |
| 29-3-2015                                                               | Budapest                                                                | Ungheria                                                                | 0 – 0                                                                   | Grecia                                                                  | Qual. Euro 2016                                                         | -                                                                       | 68’                                                                     |
| 5-6-2015                                                                | Debrecen                                                                | Ungheria                                                                | 4 – 0                                                                   | Lituania                                                                | Amichevole                                                              | -                                                                       | 46’                                                                     |
| 13-6-2015                                                               | Helsinki                                                                | Finlandia                                                               | 0 – 1                                                                   | Ungheria                                                                | Qual. Euro 2016                                                         | -                                                                       | 77’                                                                     |
| 4-9-2015                                                                | Budapest                                                                | Ungheria                                                                | 0 – 0                                                                   | Romania                                                                 | Qual. Euro 2016                                                         | -                                                                       | 62’                                                                     |
| 7-9-2015                                                                | Belfast                                                                 | Irlanda del Nord                                                        | 1 – 1                                                                   | Ungheria                                                                | Qual. Euro 2016                                                         | -                                                                       | 68’                                                                     |
| 12-11-2015                                                              | Oslo                                                                    | Norvegia                                                                | 0 – 1                                                                   | Ungheria                                                                | Qual. Euro 2016                                                         | -                                                                       | 90+2’                                                                   |
| 26-3-2016                                                               | Budapest                                                                | Ungheria                                                                | 1 – 1                                                                   | Croazia                                                                 | Amichevole                                                              | -                                                                       | 46’ 80’                                                                 |
| 20-5-2016                                                               | Budapest                                                                | Ungheria                                                                | 0 – 0                                                                   | Costa d'Avorio                                                          | Amichevole                                                              | -                                                                       | 78’                                                                     |
| 4-6-2016                                                                | Gelsenkirchen                                                           | Germania                                                                | 2 – 0                                                                   | Ungheria                                                                | Amichevole                                                              | -                                                                       | 64’                                                                     |
| 14-6-2016                                                               | Bordeaux                                                                | Austria                                                                 | 0 – 2                                                                   | Ungheria                                                                | Euro 2016 - 1º turno                                                    | 1                                                                       | 69’                                                                     |
| 18-6-2016                                                               | Marsiglia                                                               | Islanda                                                                 | 1 – 1                                                                   | Ungheria                                                                | Euro 2016 - 1º turno                                                    | -                                                                       | 85’                                                                     |
| 22-6-2016                                                               | Lione                                                                   | Ungheria                                                                | 3 – 3                                                                   | Portogallo                                                              | Euro 2016 - 1º turno                                                    | -                                                                       | 71’                                                                     |
| 26-6-2016                                                               | Tolosa                                                                  | Ungheria                                                                | 0 – 4                                                                   | Belgio                                                                  | Euro 2016 - Ottavi di finale                                            | -                                                                       | 90+2’                                                                   |
| 6-9-2016                                                                | Tórshavn                                                                | Fær Øer                                                                 | 0 – 0                                                                   | Ungheria                                                                | Qual. Mondiali 2018                                                     | -                                                                       | 27’                                                                     |
| 7-10-2016                                                               | Budapest                                                                | Ungheria                                                                | 2 – 3                                                                   | Svizzera                                                                | Qual. Mondiali 2018                                                     | 2                                                                       | 87’                                                                     |
| 10-10-2016                                                              | Riga                                                                    | Lettonia                                                                | 0 – 2                                                                   | Ungheria                                                                | Qual. Mondiali 2018                                                     | 1                                                                       |                                                                         |
| 13-11-2016                                                              | Budapest                                                                | Ungheria                                                                | 4 – 0                                                                   | Andorra                                                                 | Qual. Mondiali 2018                                                     | 1                                                                       |                                                                         |
| 25-3-2017                                                               | Lisbona                                                                 | Portogallo                                                              | 3 – 0                                                                   | Ungheria                                                                | Qual. Mondiali 2018                                                     | -                                                                       |                                                                         |
| 31-8-2017                                                               | Budapest                                                                | Ungheria                                                                | 3 – 1                                                                   | Lettonia                                                                | Qual. Mondiali 2018                                                     | 1                                                                       | 57’                                                                     |
| 23-3-2018                                                               | Budapest                                                                | Ungheria                                                                | 2 – 3                                                                   | Kazakistan                                                              | Amichevole                                                              | 1                                                                       |                                                                         |
| 27-3-2018                                                               | Budapest                                                                | Ungheria                                                                | 0 – 1                                                                   | Scozia                                                                  | Amichevole                                                              | -                                                                       | 46’ 77’                                                                 |
| 6-6-2018                                                                | Brėst                                                                   | Bielorussia                                                             | 1 – 1                                                                   | Ungheria                                                                | Amichevole                                                              | -                                                                       | 65’                                                                     |
| 9-6-2018                                                                | Budapest                                                                | Ungheria                                                                | 1 – 2                                                                   | Australia                                                               | Amichevole                                                              | -                                                                       | 62’                                                                     |
| 8-9-2018                                                                | Tampere                                                                 | Finlandia                                                               | 1 – 0                                                                   | Ungheria                                                                | UEFA Nations League 2018-2019 - 1º turno                                | -                                                                       | Cap. 47’                                                                |
| 11-9-2018                                                               | Budapest                                                                | Ungheria                                                                | 2 – 1                                                                   | Grecia                                                                  | UEFA Nations League 2018-2019 - 1º turno                                | -                                                                       | Cap. 69’                                                                |
| 12-10-2018                                                              | Atene                                                                   | Grecia                                                                  | 1 – 0                                                                   | Ungheria                                                                | UEFA Nations League 2018-2019 - 1º turno                                | -                                                                       | Cap.                                                                    |
| 15-10-2018                                                              | Tallinn                                                                 | Estonia                                                                 | 3 – 3                                                                   | Ungheria                                                                | UEFA Nations League 2018-2019 - 1º turno                                | 2                                                                       | Cap.                                                                    |
| 15-11-2018                                                              | Budapest                                                                | Ungheria                                                                | 2 – 0                                                                   | Estonia                                                                 | UEFA Nations League 2018-2019 - 1º turno                                | -                                                                       | Cap. 76’                                                                |
| 18-11-2018                                                              | Budapest                                                                | Ungheria                                                                | 2 – 0                                                                   | Finlandia                                                               | UEFA Nations League 2018-2019 - 1º turno                                | 1                                                                       |                                                                         |
| 21-3-2019                                                               | Trnava                                                                  | Slovacchia                                                              | 2 – 0                                                                   | Ungheria                                                                | Qual. Euro 2020                                                         | -                                                                       | Cap.                                                                    |
| 24-3-2019                                                               | Budapest                                                                | Ungheria                                                                | 2 – 1                                                                   | Croazia                                                                 | Qual. Euro 2020                                                         | 1                                                                       | Cap.                                                                    |
| 8-6-2019                                                                | Baku                                                                    | Azerbaigian                                                             | 1 – 3                                                                   | Ungheria                                                                | Qual. Euro 2020                                                         | -                                                                       |                                                                         |
| 11-6-2019                                                               | Budapest                                                                | Ungheria                                                                | 1 – 0                                                                   | Galles                                                                  | Qual. Euro 2020                                                         | -                                                                       |                                                                         |
| 9-9-2019                                                                | Budapest                                                                | Ungheria                                                                | 1 – 2                                                                   | Slovacchia                                                              | Qual. Euro 2020                                                         | -                                                                       | 53’                                                                     |
| 10-10-2019                                                              | Spalato                                                                 | Croazia                                                                 | 3 – 0                                                                   | Ungheria                                                                | Qual. Euro 2020                                                         | -                                                                       |                                                                         |
| 13-10-2019                                                              | Budapest                                                                | Ungheria                                                                | 1 – 0                                                                   | Azerbaigian                                                             | Qual. Euro 2020                                                         | -                                                                       |                                                                         |
| 15-11-2019                                                              | Budapest                                                                | Ungheria                                                                | 1 – 2                                                                   | Uruguay                                                                 | Amichevole                                                              | 1                                                                       | 60’                                                                     |
| 19-11-2019                                                              | Cardiff                                                                 | Galles                                                                  | 2 – 0                                                                   | Ungheria                                                                | Qual. Euro 2020                                                         | -                                                                       |                                                                         |
| 3-9-2020                                                                | Sivas                                                                   | Turchia                                                                 | 0 – 1                                                                   | Ungheria                                                                | UEFA Nations League 2020-2021 - 1º turno                                | -                                                                       | Cap. 71’                                                                |
| 6-9-2020                                                                | Budapest                                                                | Ungheria                                                                | 2 – 3                                                                   | Russia                                                                  | UEFA Nations League 2020-2021 - 1º turno                                | -                                                                       | Cap. 67’                                                                |
| 8-10-2020                                                               | Sofia                                                                   | Bulgaria                                                                | 1 – 3                                                                   | Ungheria                                                                | Qual. Euro 2020                                                         | -                                                                       | Cap. 59’                                                                |
| 11-10-2020                                                              | Belgrado                                                                | Serbia                                                                  | 0 – 1                                                                   | Ungheria                                                                | UEFA Nations League 2020-2021 - 1º turno                                | -                                                                       | 63’                                                                     |
| 14-10-2020                                                              | Mosca                                                                   | Russia                                                                  | 0 – 0                                                                   | Ungheria                                                                | UEFA Nations League 2020-2021 - 1º turno                                | -                                                                       | Cap. 83’                                                                |
| 12-11-2020                                                              | Budapest                                                                | Ungheria                                                                | 2 – 1                                                                   | Islanda                                                                 | Qual. Euro 2020                                                         | -                                                                       | Cap. 84’                                                                |
| 25-3-2021                                                               | Budapest                                                                | Ungheria                                                                | 3 – 3                                                                   | Polonia                                                                 | Qual. Mondiali 2022                                                     | 1                                                                       | Cap.                                                                    |
| 28-3-2021                                                               | Serravalle                                                              | San Marino                                                              | 0 – 3                                                                   | Ungheria                                                                | Qual. Mondiali 2022                                                     | 1                                                                       | Cap. 85’                                                                |
| 31-3-2021                                                               | Andorra la Vella                                                        | Andorra                                                                 | 1 – 4                                                                   | Ungheria                                                                | Qual. Mondiali 2022                                                     | -                                                                       | cap.                                                                    |
| 8-6-2021                                                                | Budapest                                                                | Ungheria                                                                | 0 – 0                                                                   | Irlanda                                                                 | Amichevole                                                              | -                                                                       | cap. 89’                                                                |
| 15-6-2021                                                               | Budapest                                                                | Ungheria                                                                | 0 – 3                                                                   | Portogallo                                                              | Euro 2020 - 1º turno                                                    | -                                                                       | Cap.                                                                    |
| 19-6-2021                                                               | Budapest                                                                | Ungheria                                                                | 1 – 1                                                                   | Francia                                                                 | Euro 2020 - 1º turno                                                    | -                                                                       | Cap. 26’                                                                |
| 23-6-2021                                                               | Monaco di Baviera                                                       | Germania                                                                | 2 – 2                                                                   | Ungheria                                                                | Euro 2020 - 1º turno                                                    | 1                                                                       | Cap. 64’ 82’                                                            |
| 2-9-2021                                                                | Budapest                                                                | Ungheria                                                                | 0 – 4                                                                   | Inghilterra                                                             | Qual. Mondiali 2022                                                     | -                                                                       | Cap.                                                                    |
| 8-9-2021                                                                | Bucarest                                                                | Ungheria                                                                | 2 – 1                                                                   | Andorra                                                                 | Qual. Mondiali 2022                                                     | 1                                                                       | Cap. 89’                                                                |
| 12-11-2021                                                              | Budapest                                                                | Ungheria                                                                | 4 – 0                                                                   | San Marino                                                              | Qual. Mondiali 2022                                                     | -                                                                       | Cap.                                                                    |
| 15-11-2021                                                              | Varsavia                                                                | Polonia                                                                 | 1 – 2                                                                   | Ungheria                                                                | Qual. Mondiali 2022                                                     | -                                                                       | Cap. 89’                                                                |
| 24-3-2022                                                               | Budapest                                                                | Ungheria                                                                | 0 – 1                                                                   | Serbia                                                                  | Amichevole                                                              | -                                                                       | Cap. 70’                                                                |
| 29-3-2022                                                               | Belfast                                                                 | Irlanda del Nord                                                        | 0 – 1                                                                   | Ungheria                                                                | Amichevole                                                              | -                                                                       | Cap. 72’                                                                |
| 4-6-2022                                                                | Budapest                                                                | Ungheria                                                                | 1 – 0                                                                   | Inghilterra                                                             | UEFA Nations League 2022-2023 - 1º turno                                | -                                                                       | cap. 87’                                                                |
| 7-6-2022                                                                | Cesena                                                                  | Italia                                                                  | 2 – 1                                                                   | Ungheria                                                                | UEFA Nations League 2022-2023 - 1º turno                                | -                                                                       | cap. 87’                                                                |
| 11-6-2022                                                               | Budapest                                                                | Ungheria                                                                | 1 – 1                                                                   | Germania                                                                | UEFA Nations League 2022-2023 - 1º turno                                | -                                                                       | cap. 69’                                                                |
| 14-6-2022                                                               | Wolverhampton                                                           | Inghilterra                                                             | 0 – 4                                                                   | Ungheria                                                                | UEFA Nations League 2022-2023 - 1º turno                                | -                                                                       | cap. 68’                                                                |
| 23-9-2022                                                               | Lipsia                                                                  | Germania                                                                | 0 – 1                                                                   | Ungheria                                                                | UEFA Nations League 2022-2023 - 1º turno                                | 1                                                                       | cap. 40’ 67’                                                            |
| 26-9-2022                                                               | Budapest                                                                | Ungheria                                                                | 0 – 2                                                                   | Italia                                                                  | UEFA Nations League 2022-2023 - 1º turno                                | -                                                                       | cap. 45+1’ 76’                                                          |
| Totale                                                                  |                                                                         | Presenze (8º posto)                                                     | 86                                                                      |                                                                         | Reti                                                                    | 26                                                                      |                                                                         |

## Palmarès

### Individuale
- Miglior giovane ungherese dell'anno: 1

2008
- Calciatore ungherese dell'anno: 2

2011, 2012